# Juan Miguel Betancourt
Juan Miguel Betancourt Torres SEMV (ur. 1 czerwca 1970 w Ponce, Portoryko) – amerykański duchowny katolicki, biskup pomocniczy Hartford od 2018.

## Życiorys
Święcenia kapłańskie otrzymał w dniu 21 kwietnia 2001 jako członek zgromadzenia Sług Eucharystii i Maryi Panny. Po święceniach i studiach w Rzymie pracował jako wykładowca seminarium i katolickiego uniwersytetu w Ponce, zaś od 2006 był proboszczem kilku parafii w Saint Paul oraz wykładowcą miejscowego uniwersytetu.
18 września 2018 papież Franciszek mianował go biskupem pomocniczym Hartford ze stolicą tytularną Cursola. Sakrę otrzymał 18 października 2018 z rąk arcybiskupa Leonarda Blaira.